# 亘理宗廣
亘理 宗廣（わたり むねひろ）は、江戸時代前期の仙台藩士。高清水亘理家の嫡子。

## 略歴
寛永元年（1624年）、亘理宗根の長男として誕生。母は正室の榮頌院（亘理重宗娘）。正室は泉田出羽重時娘。
元禄14年（1701年）、死去。